# Premierzy Rodezji
Lista premierów Rodezji, od 1980 roku Zimbabwe.

## Premierzy Rodezji Południowej, 1923–1965
- Charles Patrick John Coghlan 1 października 1923 – 28 sierpnia 1927
- Howard Unwin Moffat 2 września 1927 – 5 lipca 1933
- George Mitchell 5 lipca 1933 – 12 września 1933
- Godfrey Martin Huggins 12 września 1933 – 7 września 1953
- Garfield Todd 7 września 1953 – 17 lutego 1958
- Edgar Whitehead 17 lutego 1958 – 17 grudnia 1962
- Winston Field 17 grudnia 1962 – 13 kwietnia 1964
- Ian Smith 13 kwietnia 1964 – 11 listopada 1965

## Premier Rodezji, 1965–1979
- Ian Smith 11 listopada 1965 – 1 czerwca 1979

## Premier Zimbabwe Rodezji, 1979–1980
- Abel Tendekayi Muzorewa 1 czerwca 1979 – 11 grudnia 1979